# Ставропольский военный институт связи ракетных войск

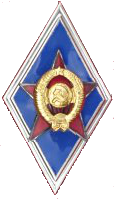
Нагрудный знак ВС СССР за окончание военно-учебного заведения — высших военных училищ и военных институтов.

Ставропольский военный институт связи Ракетных войск — военное учебное заведение, существовавшее с 1962 по 2010 годы, осуществлявшее подготовку специалистов связи для Ракетных войск стратегического назначения.

## История
1 августа 1962 года сформировано среднее училище связи (Ставропольское военное училище) на базе Ставропольского суворовского военного училища для подготовки командиров взводов радио и проводной связи. Начальником училища был назначен полковник, а впоследствии генерал-майор К.А. Костерин.
В 1968 году Постановлением Совета Министров СССР № 27-10 от 11 января 1968 года учебное заведение преобразовано в Ставропольское высшее военное командное училище связи с четырехлетним сроком обучения.
Значительное развитие учебное заведение получило после преобразования Директивой Генштаба ВС СССР № 314/10/0872 от 29 июля 1977 года в Ставропольское высшее военное инженерное училище связи им. 60-летия Великого Октября с пятилетним сроком обучения.
В училище был открыт третий факультет, выросла численность профессорско-преподавательского состава с учеными степенями и званиями, расширяются площади казарменного и учебного фонда, совершенствуется учебно-материальная база кафедр. Благодаря хорошо организованной творческой работе преподавательского состава к концу 1980-е годы в училище трудились 5 докторов наук, 7 профессоров, 81 кандидат наук и 50 доцентов.
С 1989 в училище функционировала адъюнктура.
В 1994 году в училище создан диссертационный совет по присуждению ученой степени кандидата технических наук по трем специальностям. В учебном заведении сложились научные школы под руководством ведущих ученых профессоров Н. И. Червякова, Л. В. Колосова, Р. С. Норенко, В. П. Пашинцева, В. В. Федоренко.
В 1998 году Постановлением Правительства РФ №1009 реорганизован путём присоединения к Ростовскому Военному институту ракетных войск в качестве филиала, при этом из состава учебного заведения был исключён факультет № 3 Автоматизированных систем боевого управления и связи (АСУ).
В 2004 году распоряжением Правительства РФ № 937-Р филиал был преобразован в Ставропольский военный институт связи ракетных войск.
В 2008 году произведён первый набор курсантов женского пола, которых уже в 2010 перевели проходить обучение в Новочеркасском высшем военном командном училище связи.
В 2010 году институт расформирован, курсанты продолжили обучение в ВУЗах Минобороны РФ: Военной академии связи (г. Санкт Петербург), НВВКУС (г. Новочеркасск), СВИ РВ (г. Серпухов).  
За 48 лет институт подготовил более 20 тысяч офицеров. 
С 2011 года и по настоящее время на территории института располагается штаб 49-й общевойсковой армии Южного военного округа.

## Специальности[8]
- Многоканальные телекоммуникационные системы
- Радиосвязь, радиовещание и телевидение
- Сети связи и системы коммутации
- Автоматизированные системы обработки информации и управления

## Начальники[1]
- 1962-1978 годы — генерал-майор Константин Алексеевич Костерин.
- 1978-1982 годы — генерал-майор Иван Ильич Кирьяков.
- 1982-1995 годы — генерал-майор Евгений Степанович Иванов.
- 1995-1999 годы — генерал-майор Олег Михайлович Попов.
- 1999-2010 годы — генерал-майор Сергей Иванович Горбенко.

## Почётные наименования
- имени 60-летия Великого Октября (1977)[2].